# George Crowninshield Jr.
George Crowninshield Jr. (27 tháng 5 năm 1766 - ngày 26 tháng 11 năm 1817) là một thương nhân, người chơi du thuyền và chủ tàu người Mỹ. Cùng với cha mình, ông vận hành doanh nghiệp thương mại quốc tế George Crowninshield & Các con (George Crowninshield & Sons). Doanh nghiệp này tham gia kinh doanh ở Tây Ấn, Âu châu, Ấn Độ và Trung Quốc. Sở hữu chiếc du thuyền đầu tiên của nước Mỹ, ông chính là người chơi du thuyền đầu tiên của nước Mỹ.

## Thuở nhỏ
Crowninshield sinh ra tại Salem, Massachusetts, ngày 27 tháng 5 năm 1766. Ông là con của George Crowninshield (1734-1815) và Mary (nhũ danh Derby) Crowinshield (1737-1813), kết hôn năm 1757. Crowninshield là người lớn nhất trong năm anh em. Cha và ông nội của ông đều là thương gia, kinh doanh ở Đông Ấn Độ và Trung Quốc.

## Sự nghiệp
Crowninshield đã học ở các trường công lập bình thường cho đến khi ông mười hai tuổi. Sau đó, ông học lái tàu và đi biển lần đầu tiên trong vai trò như một thư ký của thuyền trưởng và hỗ trợ chỉ huy một con tàu đến Tây Ấn vào năm 1790. Năm 1794 ông chỉ huy tàu Belisarius đến Đông Ấn. Công việc của Crowninshield chủ yếu là xây dựng và trang bị cho các tàu của gia đình ông ta.
Cha của ông là người sáng lập ra thương hội của George Crowninshield & Sons. Thương hội đã tham gia vào buôn bán với Tây Ấn, châu Âu, Ấn Độ và Trung Quốc. Ông được nhận vào thương hội Salem của cha ông vào năm 1801 và ngay lập tức xây dựng một du thuyền nhỏ đặt tên là Jefferson. Đây là chiếc du thuyền đầu tiên của Mỹ. Crowninshield trở thành người chơi du thuyền người Mỹ đầu tiên. Ông tuần tra trên du thuyền trong nhiều năm như là du thuyền đầu tiên ở Hoa Kỳ. Crowninshield đã tiếp quản thương hội gia đình sau cái chết của cha ông năm 1815 và trở thành một thương gia quốc tế. Điều này làm giàu cho ông ta và ông đã có rất nhiều thời gian nhàn rỗi vì điều này.

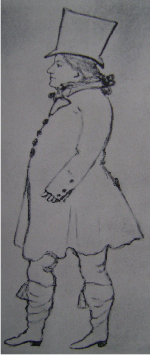
Tranh phác họa George Crowninshield Jr. năm 1813

## Cá nhân
Những người biết Crowninshield cho ông ta có tính cách bất thường, thường bắt đầu với thực tế ông ta là một người táo bạo, mạnh mẽ, lùn. Ông cao 5,5 foot (1,7 m). Crowninshield mặc quần áo xa xỉ và giày ống Hessen với tua vàng. Ông ta ló ra một sợi dây và trên đầu một chiếc mũ da hải ly. Ông được biết đến quanh Salem vì các hoạt động ngoại khóa của mình, chẳng hạn như đi xe ngựa quanh thành phố trong bộ quần áo màu vàng rực rỡ. Ông tham gia cứu người từ các tàu gặp nạn, vì mục đích mà ông ta duy trì một chiếc tàu, là một niềm say mê của ông ta.
Crowninshield đã mua sắm tất cả các giấy tờ cần thiết từ Washington D.C. và thuê chiếc thuyền buồm Henry bằng chính tiền của ông và cùng với một thuy thu đoàn đi thuyền đến Halifax để mang về cho Salem thi hài của thuyền trưởng James Lawrence và trung úy Augustus Ludlow. Họ đã bị giết chết trong trận đánh USS Chesapeake của tàu HMS Shannon của Anh vào ngày 1 tháng 6 năm 1813. Thủy thủ đoàn là người của Hiệp hội Hàng hải Salem. Thi hài đã đến Salem vào ngày 23 tháng 8 năm 1813. Trong khi đó, các công việc chuẩn bị được thực hiện cho một đám tang chính thức có sự tham dự của nhiều sĩ quan cao cấp của Hải quân Hoa Kỳ và Phó Tổng thống Hoa Kỳ.
Crowninshield nổi tiếng với chiếc du thuyền Cleopatra's Barge của mình. Chiếc du thuyền ra mắt năm 1816, có nội thất sang trọng. Có nhiều tình huống đáng ngờ liên quan đến khả năng Crowninshield và anh em của ông cứu Napoléon Bonaparte khỏi lưu vong trên đảo Saint Helena và đưa ông ta trở lại Mỹ. Nó được suy đoán bởi tác giả Francis Boardman Crowninshield rằng mục đích của Cleopatra's Barge là nhằm cứu Napoleon, nhưng điều này vẫn chưa được chứng minh rõ ràng.
Crowninshield chưa bao giờ lập gia đình, nhưng có một con gái sinh năm 1811, Clarissa (được gọi là Clara), mẹ là Elizabeth Rowell. Clara, sinh ra ở Salem, là bạn của Henry Wadsworth Longfellow, người coi cô là em gái. Crowninshield đã để lại một khoản tiền lớn cho Clara và mẹ cô. Benjamin Ropes Nichols, một luật sư Salem, đã thông qua Clara về cái chết của Crowninshield. Clara đã được gửi đến một chủng viện nữ ở Hingham, Massachusetts. Ở đó, các nghiên cứu của cô gồm có tiếng Latinh, tiếng Pháp, tiếng Đức và văn chương. Cô trở thành bạn của Mary Storer Potter, vợ đầu của Longfellow.. Clara ghi lại trong nhật ký những sự kiện của chuyến đi kéo dài mười tám tháng (1835-1836) đến châu Âu với Longfellows. Clara kết hôn với một ông Louis Thies năm 1843. Họ có một con trai và một con gái. Clara qua đời ở Dresden năm 1907.
Crowninshield chết vì một cơn đau tim ở Salem trên tàu Cleopatra's Barge vào ngày 26 tháng 11 năm 1817. Ông được chôn cất ở Salem.

## Hình ảnh

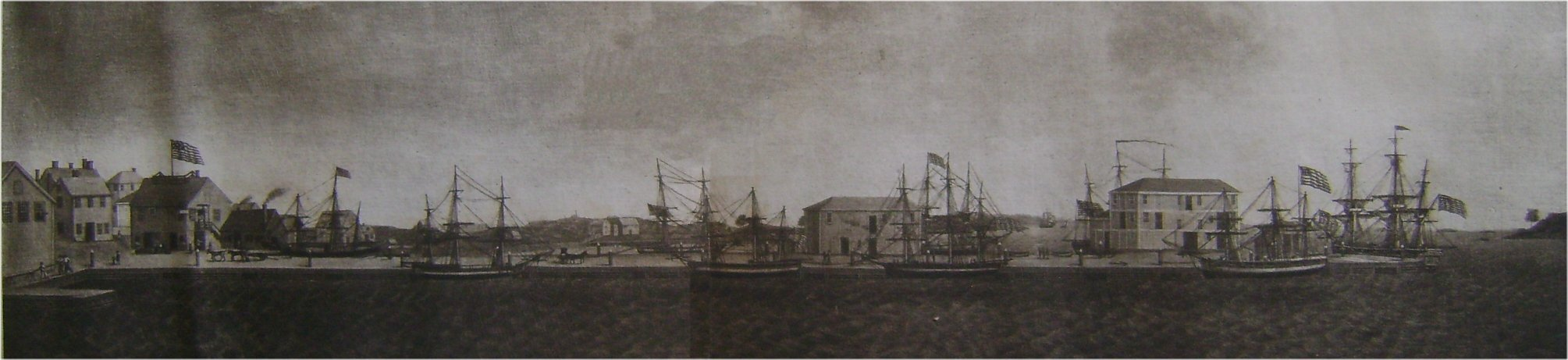
Cảng George Crowninshield Sr. & Sons ở Salem, Massachusetts, vào năm 1808. Nó là trụ sở chính của đội tàu buôn, là nguồn tài sản gia đình của Crowninshield.